# Division I i ishockey för damer 1989/1990
Division I i ishockey för damer 1989/1990 var den sjätte säsongen med en nationell division för svensk damishockey. Den spelades i två serien, Stockholm och Södra. Stockholmsserien vanns som vanligt av Nacka HK. De hade inte förlorat en enda match sedan 30 januari 1982, men den 11 januari 1990 satte FoC Farsta punkt för den 108 matcher långa sviten utan förlust genom att besegra dem i Nacka Ishall med 3–1. I den södra serien vann Alvesta SK. För dem innebar det att de kvalificerat sig för Svenska mästerskapet i ishockey för damer. Förutom Division I spelades denna säsong även Division II Stockholm med sex lag samt Dala-Örebroligan (fem lag) som inte tycks ha varit inordnad i det nationella seriesystemet.

## Division I Stockholm
| Nr | Lag                  | S  | V  | O | F  | GM | IM | MS  | P  |
| -- | -------------------- | -- | -- | - | -- | -- | -- | --- | -- |
| 1  | Nacka HK             | 14 | 13 | 0 | 1  | 88 | 10 | +78 | 26 |
| 2  | FoC Farsta           | 14 | 11 | 1 | 2  | 59 | 21 | +38 | 23 |
| 3  | Södertälje SK        | 14 | 9  | 1 | 4  | 50 | 28 | +22 | 19 |
| 4  | Brynäs IF            | 14 | 8  | 3 | 3  | 52 | 58 | −6  | 19 |
| 5  | Västerhaninge IF     | 14 | 6  | 0 | 8  | 29 | 38 | −9  | 12 |
| 6  | Vallentuna BK        | 14 | 3  | 1 | 10 | 25 | 33 | −8  | 7  |
| 7  | Danderyds HC         | 14 | 2  | 0 | 12 | 22 | 83 | −61 | 4  |
| 8  | IFK Lidingö Ishockey | 14 | 1  | 0 | 13 | 18 | 72 | −54 | 2  |

## Division I Södra
| Nr | Lag            | S | V | O | F | GM | IM | MS  | P  |
| -- | -------------- | - | - | - | - | -- | -- | --- | -- |
| 1  | Alvesta SK     | 8 | 8 | 0 | 0 | 80 | 3  | +77 | 16 |
| 2  | Härryda HC     | 8 | 4 | 2 | 2 | 15 | 25 | −10 | 10 |
| 3  | Trelleborgs IF | 8 | 4 | 0 | 4 | 16 | 23 | −7  | 8  |
| 4  | Veddige HK     | 8 | 1 | 1 | 6 | 5  | 29 | −24 | 3  |
| 5  | Partille HK    | 8 | 1 | 1 | 6 | 10 | 46 | −36 | 3  |